# Рамдат Мисир, Лахмиперсад Фредерик
Лахмиперсад Фредерик Рамдат Мисир (нидерл. Lachmipersad Frederik Ramdat Misier; 28 октября 1926, Парамарибо, Нидерландская Гвиана — 27 июня 2004, Парамарибо, Суринам) — суринамский политический деятель, президент Суринама (1982—1988).

## Биография
Получил юридическое образование.
С 1952 года возглавлял службу бесплатной юридической помощи.
В 1961—1963 годах — временный член Суда Суринама.
В 1963—1975 годах — член Суда Суринама, с 1975 года заместитель председателя суда.
В соответствии с конституцией Суринама заместитель председателя Суда в случае досрочной отставки президента страны исполняет его обязанности. Это и произошло после того, как военный режим во главе с Дезире Делано Боутерсе вынудил уйти в отставку президента Хендрика Рудольфа Чан А Сена.
В 1982—1988 годах — исполнял обязанности Президента Суринама.
Умер 25 июля 2004 года в возрасте 77 лет в Парамарибо.